# Арменци в Турция
Арменците в Турция са около 60 000 души (45 000 души в Истанбул). Арменците имигранти в Турция са около 40 000-70 000 души.

## История
През 1914 година числеността на арменците в Османската империя е била от 2 100 000 до около 4 000 000 души, в т.ч. в историко-географската област Западна Армения са били между 1 200 000 – 3 000 000 души, в историческата област Киликия около 400 000 души, в Цариград около 150 000 души.
В периода между 1915 и 1916 година младотурските власти в Османската империя извършват масовите убийства и насилствената масова депортация на над 1 300 000 арменци, 1 000 000 през 1915 и 300 000 през 1916 година.
През 1918 година арменците в Западна Армения са между 150 000 и 200 000 души.

## Разположение
Повечето от арменците днес живеят в Истанбул и неговите предградия. Според служители на центъра на Ереванския държавен университет, 80% от Истанбул арменците са тюркоезични, с помощта на наложената им асимилация. Населението в Мала Азия, на изток от линията между градовете Адана и Самсун съвпада към антропологичния тип на арменоидната раса. Днес единственото арменско село е Вакифали, което е разположено във вилает Хатай.

## Култура
В Турция има няколко вестника на арменски език и училища. В страната функционират повече от 30 църкви към Арменската апостолическа църква, към които служат 30 свещеници и 20 дякони. През 2009 година в Турция по радио и телевизии започват да се излъчват предавания на арменски език.
Повечето вярващи арменци принадлежат към Арменската апостолическа църква, голяма част са католици и евангелисти. Малка част от арменците, за да се спасят от депортиране по време на арменския геноцид, приемат исляма.